# شهرستان میدلسکس (کنتیکت)
شهرستان میدلسکس، کنتیکت (به انگلیسی: Middlesex County, Connecticut) یک سکونتگاه مسکونی در ایالات متحده آمریکا است که در کنتیکت واقع شده‌است.

## خصوصیات
شهرستان میدلسکس ۱٬۱۳۷٫۰۱ کیلومترمربع مساحت دارد.